# Delmar (Maryland)
Delmar – miasto w Stanach Zjednoczonych, w stanie Maryland, w hrabstwie Sussex.